# 21. zračnoprevozna divizija (ZDA)
21. zračnoprevozna divizija je bila fantomska zračnoprevozna divizija Kopenske vojske ZDA.

## Zgodovina
Divizija je bila ustanovljena v sklopu operacije Fortitude.